# Piotr Kurkiewicz
Piotr Kurkiewicz (ur. 29 czerwca 1989) – polski judoka.
Były zawodnik klubów: UKS Siódemka Sochaczew (2002-2005), UKJ Ryś Warszawa (2006-2011), AZS OŚ Łódź (2012-2013). Trzykrotny medalista zawodów pucharu świata seniorów: srebrny w Ułan Bator 2009 i dwukrotny brązowy (Rzym 2012 i Port Louis 2013). Dwukrotny medalista zawodów pucharu Europy seniorów: złoty w Tampere 2012 i srebrny w Orenburgu 2011. Brązowy medalista młodzieżowych mistrzostw Europy 2011. Mistrz Europy juniorów 2008. Brązowy medalista Uniwersjady 2011. Pięciokrotny medalista mistrzostw Polski seniorów w kategorii do 73 kg: złoty w 2011, dwukrotny srebrny (2008, 2010) i dwukrotny brązowy (2007, 2012). Ponadto m.in. dwukrotny młodzieżowy mistrz Polski (2010, 2011) i mistrz Polski juniorów (2008). Dwukrotny uczestnik mistrzostw Europy seniorów (2011, 2013).